# Shin Angyo Onshi
Shin Angyo Onshi (kor. 신암행어사, Revidiert: sin amhaeng eosa, jap. 新暗行御史, Shin Angyō Onshi) ist ein Manhwa des Autors Youn In-wan und des Zeichners Yang Kyung-il aus dem Jahr 2001. Das Werk wurde 2004 auch als Anime-Film umgesetzt.

## Handlung
Im großen Kaiserreich Jushin besteht eine Gruppe von Geheimagenten, den sogenannten Angyo Onshi. Sie kontrollieren im Geheimen die Tätigkeiten der Provinzfürsten und helfen der Bevölkerung gegen Ungerechtigkeiten. Doch als das Reich zusammenbricht, gewinnen die Fürsten an Macht und die Angyo Onshi verschwinden.
Der Krieger Mun-Su (문수) zieht weiter als Angyo Onshi durch die Lande und hilft den Menschen. Dabei kämpft er besonders gegen ausbeuterische Fürsten und Dämonen, die die Bevölkerung plagen. Er trifft auf die junge Kriegerin Chun Hyang (춘향), die ihn als Sando begleitet, ihn als solche beschützt und zur Seite steht.

## Entstehung und Besonderheiten
Die Künstler Youn In-wan und Yang Kyung-il veröffentlichten ihr Werk zuerst selbst in Südkorea, bei einem großen Verlag aber erstmals in Japan. Die Geschichte ist auch für den japanischen Markt konzipiert, so in japanischer Leserichtung angelegt und von Legenden aus Japan inspiriert. Daher wird das Werk, obwohl es aus Korea stammt, oft nicht als Manhwa, sondern als Manga bezeichnet.

## Veröffentlichungen
Der Manhwa erschien in Japan von 2001 bis 2007 als Fortsetzungsgeschichte im Manga-Magazin Sunday Gene-X. Die Geschichte wurde in 17 Tankōbon (Sammelbänden) abgeschlossen, die in Japan bei Shōgakukan und in Südkorea bei Daiwon herauskamen.  Eine französische Übersetzung wurde von Pika Édition veröffentlicht.
Carlsen Manga veröffentlichte auf Deutsch alle 17 Bände. Die Übersetzung stammt von Antje Bockel.

## Verfilmung
Im Jahr 2004 produzierten das japanische Studio Oriental Light and Magic und die koreanische Firma Character Plan eine Anime-Film zum Manhwa. Dabei führte Jōji Shimura Regie, Hideki Takahashi entwarf das Charakter-Design und Shichirō Kobayashi übernahm die künstlerische Leitung. Im Jahr 2004 kam der Film in die japanischen und südkoreanischen Kinos.
2005 wurde der Anime beim Fantasia Festival in Montreal unter dem Titel Phantom Master: Dark Hero from Ruined Empire erstmals in Nordamerika gezeigt. Im folgenden Jahr veröffentlichte ADV Films den Film auf DVD in Kanada und den USA. Der Anime wurde auch auf Russisch und Polnisch übersetzt.
Der Abspann des Films ist unterlegt mit dem Titel My Name von BoA.
| Rolle | japanischer Synchronsprecher (Seiyū) OVA / Serie |
| ----- | ------------------------------------------------ |
| Munsu | Keiji Fujiwara                                   |
| Sando | Sanae Kobayashi                                  |